# 모토로라 모토 G (2014년)
모토로라 모토 G 2014 에디션(Motorola Moto G 2014) 또는 모토로라 모토 G 2세대(Motorola Moto G Second generation)은 모토로라 모빌리티에서 제조/판매하는 안드로이드 스마트폰이다.

## 출시
2014년 9월 6일 독일 베를린에서 열린 베를린 국제가전박람회 2014(IFA 2014)에서 공개하여, 2014년 9월 6일 모토로라 모토 X (2014년)과 함께 출시되었다.

## 역사
- 2014년 9월 6일 : 베를린 국제가전박람회 2014(IFA 2014)에서 공개

## 특수액세서리

### 플립 셸
모토로라 플립 셸 (Motorola Flip Shells)은 기존 모토로라 모토 G와 동일하게 플립커버로서 커버를 열면 화면이 켜지고 닫으면 꺼지는 기능을 가지고 있으며, 수십가지 색상을 가지고있는 커버이다. 기존 모토 G에 비해 색상과 내구성이 향상되었다.

## 운영 체제/소프트웨어

### 안드로이드 4.4 킷캣
안드로이드 OS 4.4.4 킷캣을 탑재하여 출시했다.

## 변종
모토 X는 2GGSM, 3G 혹은 4G 네트워크 지원을 위해 다양한 변종모델을 가진다. 또한 모든 변종은 2G GSM 밴드인 850/900/1800/1900을 지원한다.
| 버전   | 국가            | 유심의 종류                                           |
| ------ | --------------- | ----------------------------------------------------- |
| XT1063 | 글로벌 GSM      | 싱글 유심 (Single Sim)                                |
| XT1064 | 미국/캐나다 GSM | 싱글 유심 (Single Sim)                                |
| XT1068 | 글로벌 GSM      | 듀얼유심 (Dual Sim)                                   |
| XT1069 | GSM+GSM+DTV     | 듀얼유심 (Dual Sim), 브라질 모델은 DTV기능을 지원한다 |

## 경쟁 기종
- 삼성 갤럭시 S5 미니
- LG G3 비트

## 같이 보기
- 구글